# Kruckenberg (Gemeinden Deutschlandsberg, Bad Schwanberg)
Kruckenberg ist ein Ort auf der Koralm im Bezirk Deutschlandsberg in der Steiermark.
Die ehemalige Gemeinde wurde am 1. Jänner 1975 auf die beiden (damaligen) Gemeinden Hollenegg und Trahütten aufgeteilt und bildet heute eine Ortschaft bzw. Katastralgemeinde der Stadtgemeinde Deutschlandsberg, sowie eine weitere Ortschaft in der Gemeinde Bad Schwanberg.

## Geographie

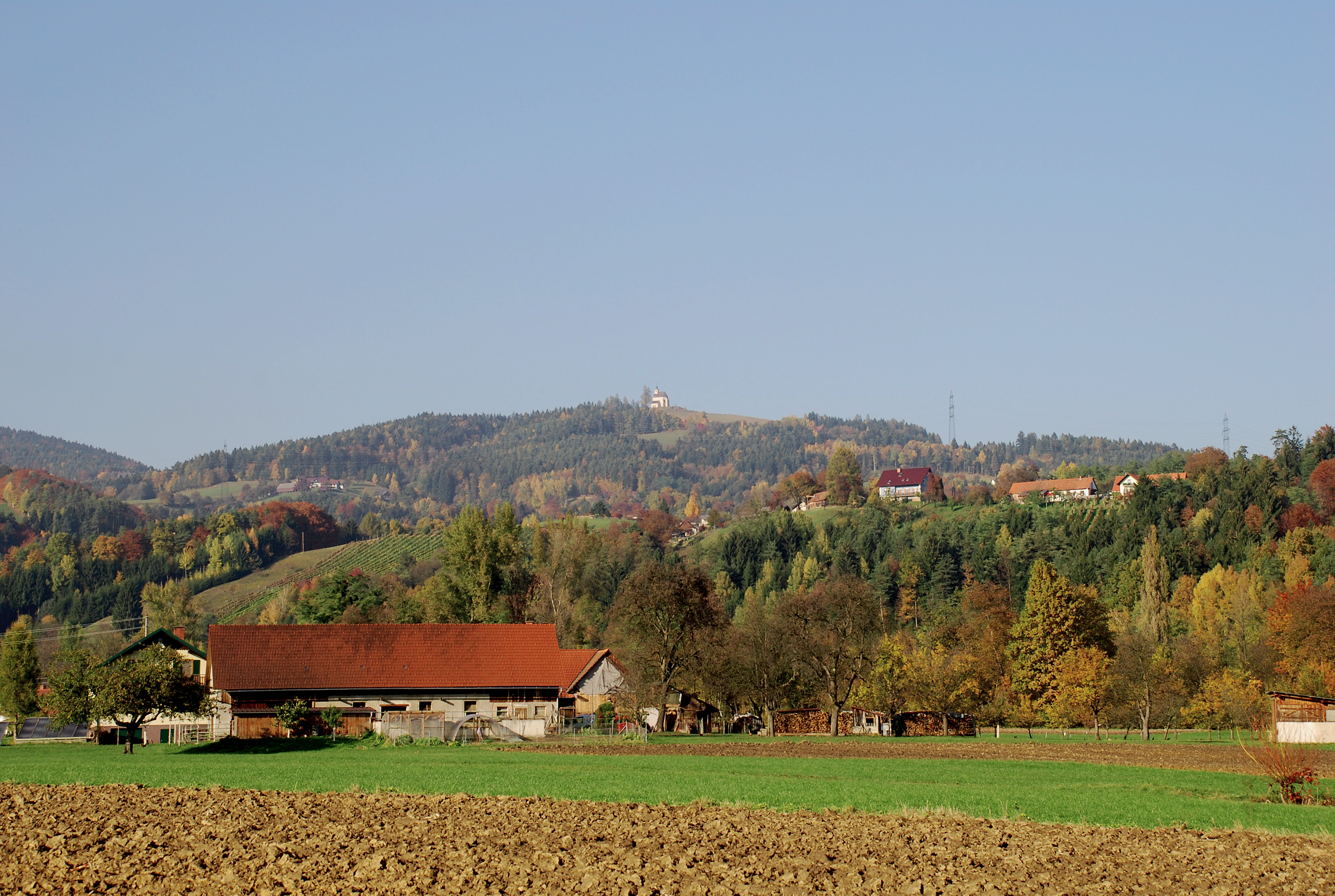
Wolfgangikirche, von Mainsdorf aus

Der Ort befindet sich etwa drei Kilometer westlich von Deutschlandsberg.
Die Streusiedlung Kruckenberg liegt südlich der Weinebenstraße (hier L619) am Riedel, der sich nach Hollenegg hinunter zieht, und links im Tal des Stullneggbachs, auf um die 480–820 m ü. A. Höhe. Die Anhöhe Richtung Hollenegg ist der Wolfgangikogel (767 m ü. A.), auf dessen Gipfel die Bergkirche St. Wolfgangi steht.
| Oberkruckenberg (Gem. Deutschlandsberg)                                       | Trahütten (Gem. Deutschlandsberg)           | Trahütten-Zerstreute Häuser (Gem. Deutschlandsberg) |
| Rostock (Gem. Deutschlandsberg) Gressenberg Schattseite (Gem. Bad Schwanberg) | Kompassrose, die auf Nachbargemeinden zeigt | Warnblick (Gem. Bad Schwanberg)                     |
| Obermainsdorf (Gem. Bad Schwanberg)                                           |                                             | Unterkruckenberg (Gem. Bad Schwanberg)              |

Die nördlichen Häuser am Riedel gehören zu Deutschlandsberg und bilden zusammen mit Oberkruckenberg nordwestlich die Ortschaft Kruckenberg. Sie umfasst etwa 40 Adressen mit um die 150 Einwohnern (1. Jänner 2024: 156).
Der Rest des Orts  gehört zur Ortschaft Kruckenberg von Bad Schwanberg, die hauptsächlich die zerstreuten Häuser Unterkruckenberg umfasst. Diese Ortschaft hat etwa 30 Adressen mit 60 Einwohnern (1. Jänner 2024: 60).
|                                 | Trahütten (Gem. Deutschlandsberg)                                 |                                          |
|                                 | Kompassrose, die auf Nachbargemeinden zeigt                       | Deutschlandsberg (Gem. Deutschlandsberg) |
| Mainsdorf (Gem. Bad Schwanberg) | Rostock (Gem. Deutschlandsberg) Gressenberg (Gem. Bad Schwanberg) | Neuberg (Gem. Bad Schwanberg)            |

Die Deutschlandsberger Katastralgemeinde Kruckenberg mit 634 Hektar zieht sich als schmaler Streifen noch 4 Kilometer weiter bergwärts entlang der Weinebenstraße, an der Reschsiedlung vorbei, bis südlich von Osterwitz. Die Häuser dort werden schon zur Ortschaft Rostock gezählt. Im Katastralgebiet liegen auch die südlichen Ortsteile von Trahütten.
| Osterwitz (Gem. Deutschlandsberg)                                 | Trahütten (Gem. Deutschlandsberg)           |                                 |
| Rostock (Gem. Deutschlandsberg) Gressenberg (Gem. Bad Schwanberg) | Kompassrose, die auf Nachbargemeinden zeigt | Warnblick (Gem. Bad Schwanberg) |
| Mainsdorf (Gem. Bad Schwanberg)                                   |                                             | Neuberg (Gem. Bad Schwanberg)   |

## Geschichte und Infrastruktur

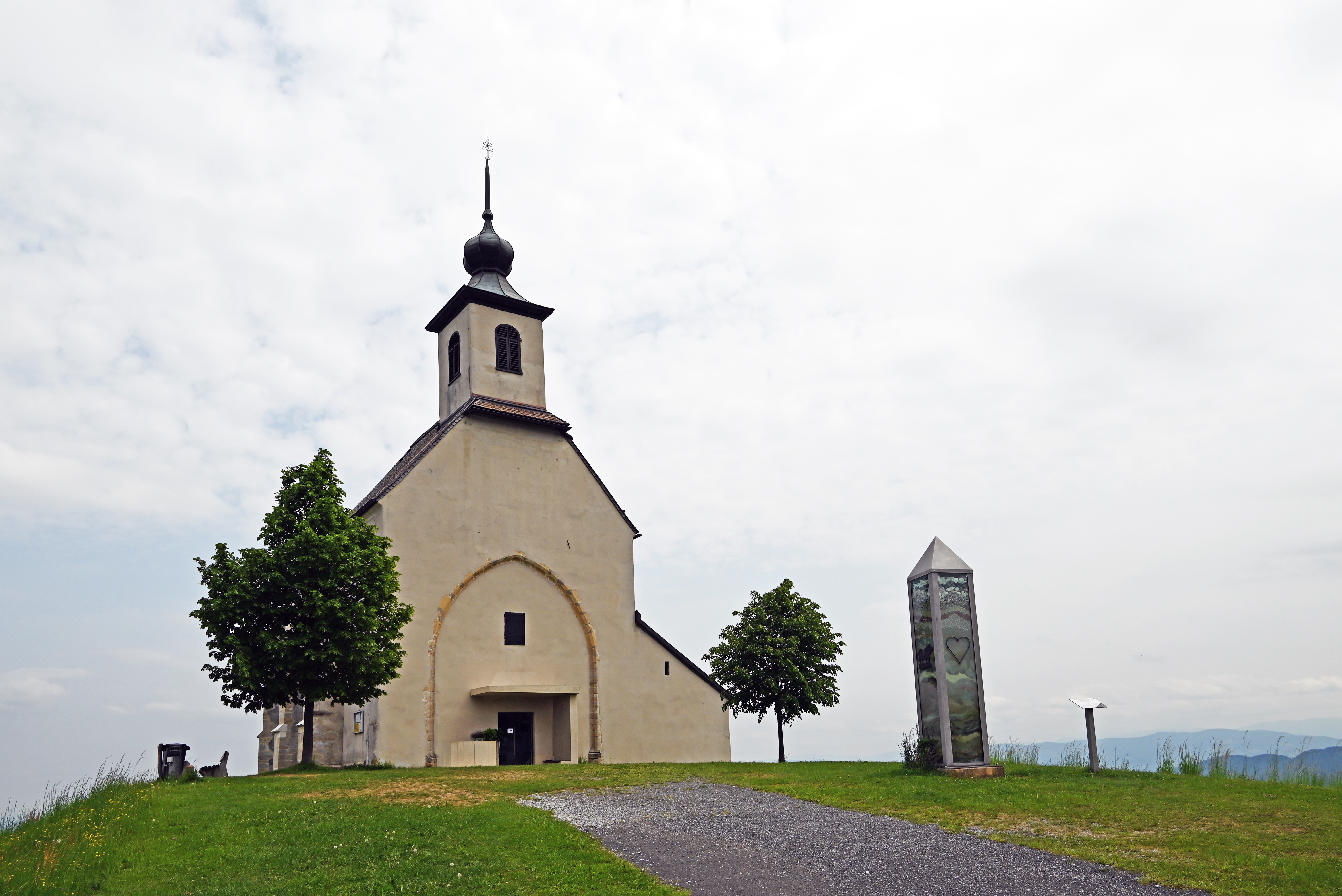
Wolfgangikirche

Die alte Schreibung des Namens ist Krukenberg.
Die Gegend am Stullneggbach, die im 19. Jahrhundert viel mehr landwirtschaftliche Flur hatte, wurde auch „Weidenfeld“ oder „Weitensfeld“ genannt. Dieser Name hat sich für den Zählsprengel der heute Deutschlandsberger Ortschaft erhalten.
Die gotische Filialkirche Hl. Wolfgang ob Hollenegg wurde 1494 erbaut, verfiel aber später, sodass nurmehr der Chor als Kleinkirche steht. Sie war eine wichtige lokale Wallfahrtskirche.
Mit Schaffung der Ortsgemeinden 1848/49 wurde Kruckenberg eigene politische Gemeinde.

Per 1. Jänner 1975 wurde die Gemeinde aufgelöst und auf die Gemeinden Hollenegg und Trahütten aufgeteilt.
Mit 1. Jänner 2015 übertrug sich diese Aufteilung auf die Gemeinden Schwanberg und Deutschlandsberg, denen Hollenegg respektive Trahütten eingemeindet wurden.